# Bulbophyllum hatusimanum
Bulbophyllum hatusimanum är en orkidéart som beskrevs av Takasi Tuyama. Bulbophyllum hatusimanum ingår i släktet Bulbophyllum och familjen orkidéer. Inga underarter finns listade i Catalogue of Life.